# M/S Sandhamn
M/S Sandhamn ingår i Waxholmsbolagets flotta, Stockholm. Hon är det andra av tre fartyg levererat av Moen Slip A/S i Kolvereid i Norge till Waxholmsbolaget. De andra är M/S Söderarm och M/S Dalarö. Fartygen är de första som har hiss ombord mellan däcken. M/S Sandhamn levererades i december 2004.

## Bildgalleri

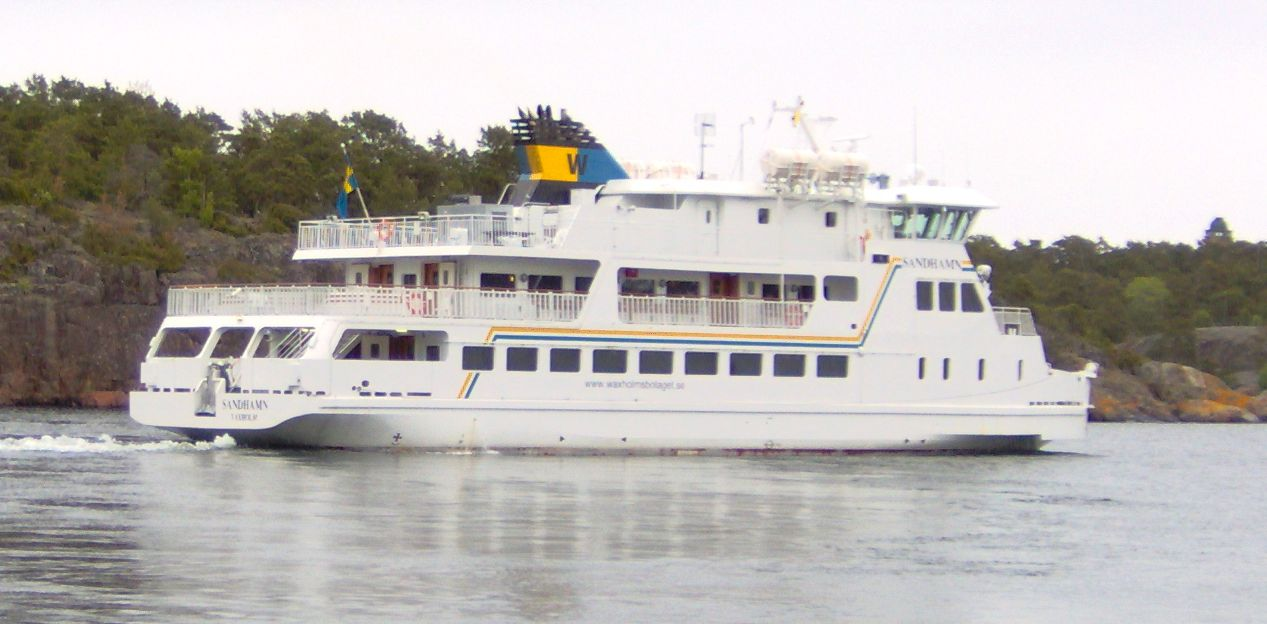
Sandhamn 2010.
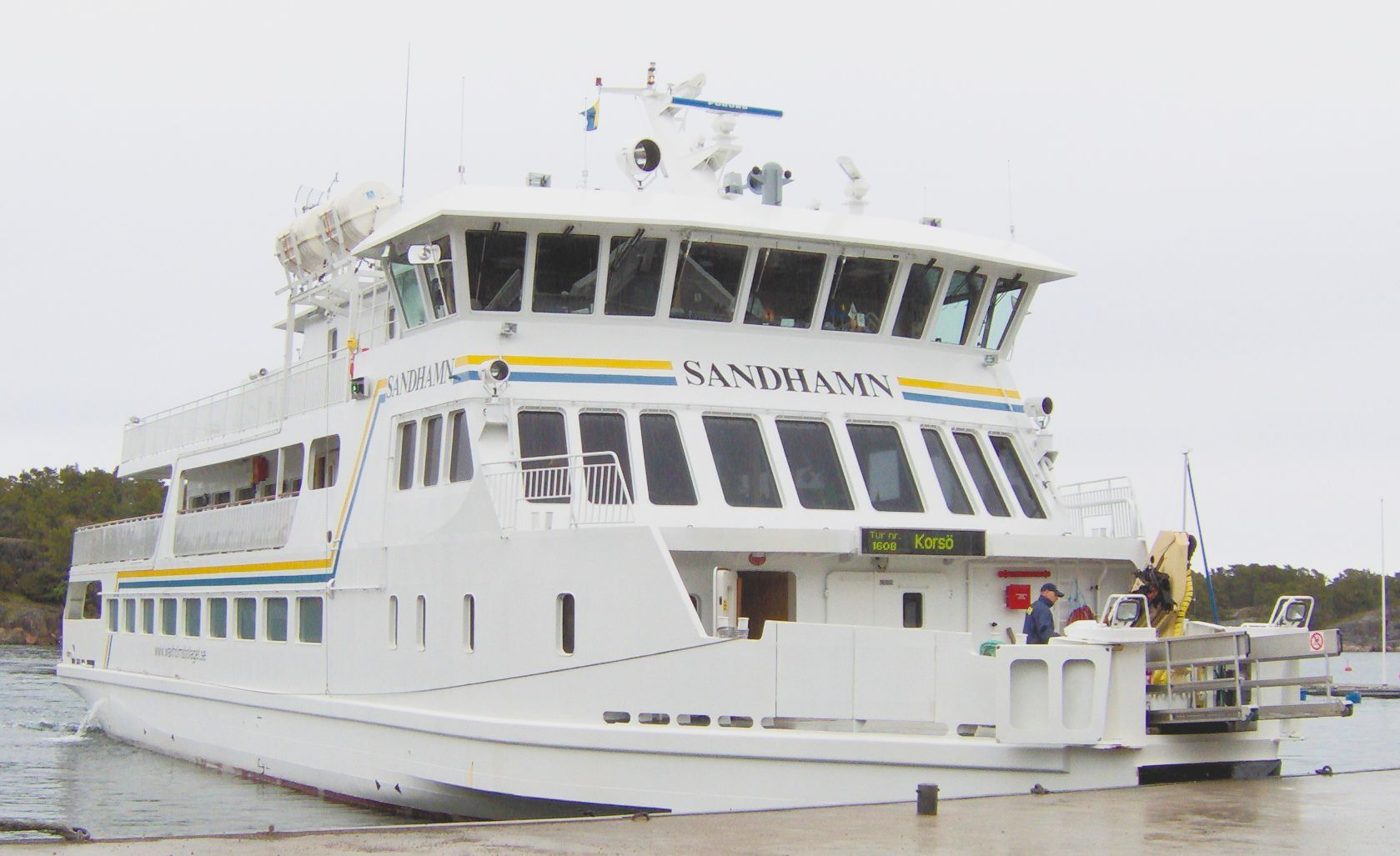
Sandhamn vid Finnhamn 2010.
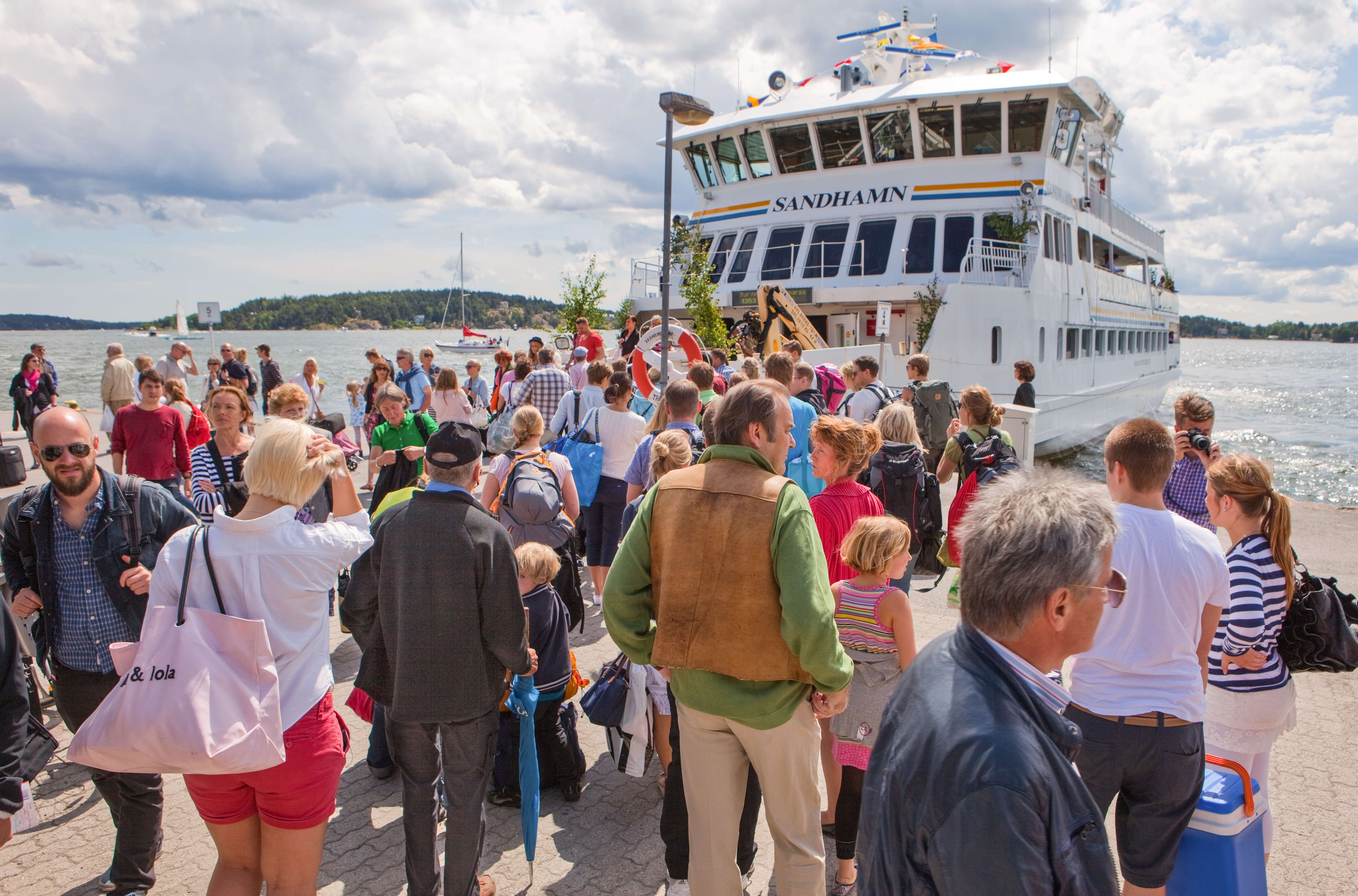
M/S Sandhamn i Vaxholm midsommarafton 2011